# Härmelekopf
Härmelekopf är en bergstopp i Österrike.   Den ligger i distriktet Innsbruck-Land och förbundslandet Tyrolen, i den västra delen av landet, 400 km väster om huvudstaden Wien. Toppen på Härmelekopf är 2 224 meter över havet, eller 29 meter över den omgivande terrängen. Bredden vid basen är 0,16 km.
Terrängen runt Härmelekopf är bergig söderut, men norrut är den kuperad. Runt Härmelekopf är det ganska tätbefolkat, med 80 invånare per kvadratkilometer.. Närmaste större samhälle är Innsbruck, 14,2 km sydost om Härmelekopf. 
I omgivningarna runt Härmelekopf växer i huvudsak barrskog.